# Кафтырев, Иван
Иван Кафтырев (1732 — 1788, Троицкосавск) — генерал-майор, герой русско-турецкой войны 1768—1774 годов, обер-комендант Троицкосавска.

## Биография
В военную службу вступил в 1748 году. Служил в Невском пехотном полку.
В 1768—1774 годах принимал участие в русско-турецкой войне и, будучи в 1770 году произведённым в премьер-майоры, 12 мая 1771 года награждён орденом Святого Георгия 4-го класса (№ 99 по кавалерскому списку Судравского и № 120 по списку Григоровича — Степанова)
За отличную храбрость, оказанную при поиске на Исакчу, поражением неприятеля и взятием батарей.
27 октября 1775 года Кафтырев был произведён в подполковники Селенгинского пехотного полка, а 1 января 1781 года в полковники 5-го Оренбургского полевого мушкетерского батальона. С 1783 г. — командир Севского пехотного полка. 1 мая 1787 года произведён, минуя чин бригадира, в генерал-майоры и назначен обер-комендантом Троицкосавска в Иркутской губернии.
Скончался в должности в 1788 году.